# Abu Dhabi Investment Authority Tower
L'Abu Dhabi Investment Authority Tower est un gratte-ciel de 185 mètres de hauteur construit à Abou Dabi de 2001 à 2006. Son architecte est l'agence américaine Kohn Pedersen Fox (KPF). L'immeuble est composé de deux tours réunis par un atrium central. La surface de plancher de l'immeuble est de 85 000 m2 desservis par 13 ascenseurs.
Fin 2009 c'était le plus haut gratte-ciel d'Abou Dabi, même si beaucoup de gratte-ciel bien plus élevés y étaient en construction.
En 2009, le grimpeur français Alain Robert a escaladé la tour.